# Héctor Cazenave
Héctor Cazenave (Montevidéu, 13 de abril de 1914 - 27 de setembro de 1958) foi um futebolista uruguaio naturalizado francês.
Atuava como defensor e se destacou no Sochaux, clube pelo qual foi campeão da Copa da França em 1936 e do Campeonato Francês de 1938. Pelos Bleus jogou 8 partidas entre 1937 e 1938. Participou da Copa do Mundo de 1938, na França.